# Zita Goossens
Zita Goossens (28 juni 2000) is een Belgische atlete, die gespecialiseerd is in het hoogspringen. Ze werd tweemaal Belgisch kampioene.

## Loopbaan
Goossens nam in 2018 deel aan de wereldkampioenschappen U20 in Tampere. Ze werd uitgeschakeld in de kwalificaties. Het jaar nadien kon ze in Boras de finale halen van de Europese kampioenschappen U20. Daar behaalde ze een elfde plaats.
In 2021 werd Goossens voor het eerst Belgisch kampioene hoogspringen.
Clubs
Goossens was aangesloten bij Atletiekclub Deinze. In 2023 maakte ze de overstap naar Koninklijke Atletiek Associatie Gent (KAAG)

## Belgische kampioenschappen
Outdoor
| Onderdeel    | Jaar       |
| ------------ | ---------- |
| hoogspringen | 2021, 2022 |

## Persoonlijke records
Outdoor
| Onderdeel    | Prestatie | Datum        | Plaats  |
| ------------ | --------- | ------------ | ------- |
| hoogspringen | 1,90 m    | 27 juni 2021 | Brussel |

Indoor
| Onderdeel    | Prestatie | Datum        | Plaats |
| ------------ | --------- | ------------ | ------ |
| hoogspringen | 1,80 m    | 2 maart 2021 | Gent   |

## Palmares

### hoogspringen
- 2018:  BK indoor AC – 1,68 m
- 2018: kwal. WK U20 in Tampere– 1,80 m
- 2019:  BK indoor AC – 1,77 m
- 2019:  BK AC – 1,74 m
- 2018: 11e EK U20 in Boras – 1,80 m
- 2020:  BK AC – 1,82 m
- 2021:  BK AC – 1,90 m
- 2022:  BK AC – 1,86 m

### vijfkamp
- 2024:  BK indoor AC – 4067 p